# Volavérunt (film)
Volavérunt – hiszpański dramat historyczny z 1999 roku w reżyserii Bigasa Luny. Adaptacja powieści Antonia Larrety o tym samym tytule, za którą autor otrzymał Premio Planeta w 1980 roku. Zdjęcia kręcono w Madrycie oraz w Jerez de la Frontera (Andaluzja).

## Fabuła
Akcja filmu rozgrywa się na początku XIX wieku. 23 lipca 1802 roku księżna Alba, jedna z najbogatszych i najbardziej liberalnych kobiet swojej epoki, urządza przyjęcie, aby zainaugurować swój nowy pałac. Są na nim obecni pierwszy minister Manuel Godoy i jego żona Maria Teresa, malarz Francisco Goya oraz kochanka Godoya Pepita Tudó, która miała pozować mu do dwóch znanych obrazów pt. Maja naga i Maja ubrana. Następnego ranka 40-letnia księżna umiera w tajemniczych okolicznościach.
Tytuł powieści i filmu nawiązuje do jednej z rycin Goi z serii Kaprysy, na której najprawdopodobniej przedstawił księżną Alba.

## Obsada
- Stefania Sandrelli jako królowa Maria Ludwika Burbon-Parmeńska
- Aitana Sánchez-Gijón jako księżna Alba
- Penélope Cruz jako Pepita Tudó
- Jordi Mollà jako Manuel Godoy
- Jorge Perugorría jako Francisco Goya
- Olivier Achard jako Grognard
- Jean-Marie Juan jako Ramón Pignatelli
- Ayanta Barilli jako María Josefa Pimentel, księżna Osuna
- Alberto Demestres jako Isidoro Máiquez